# Chiesa di Santa Caterina (Sluderno)
La chiesa di Santa Caterina (in tedesco Kirche St. Katharina) è la parrocchiale di Sluderno (Schluderns) in Alto Adige. Fa parte del decanato di Malles e risale al XV secolo.

## Descrizione
La chiesa è un monumento sottoposto a tutela col numero 17296 nella provincia autonoma di Bolzano.